# Liste der Wappen mit dem Trierer Kreuz

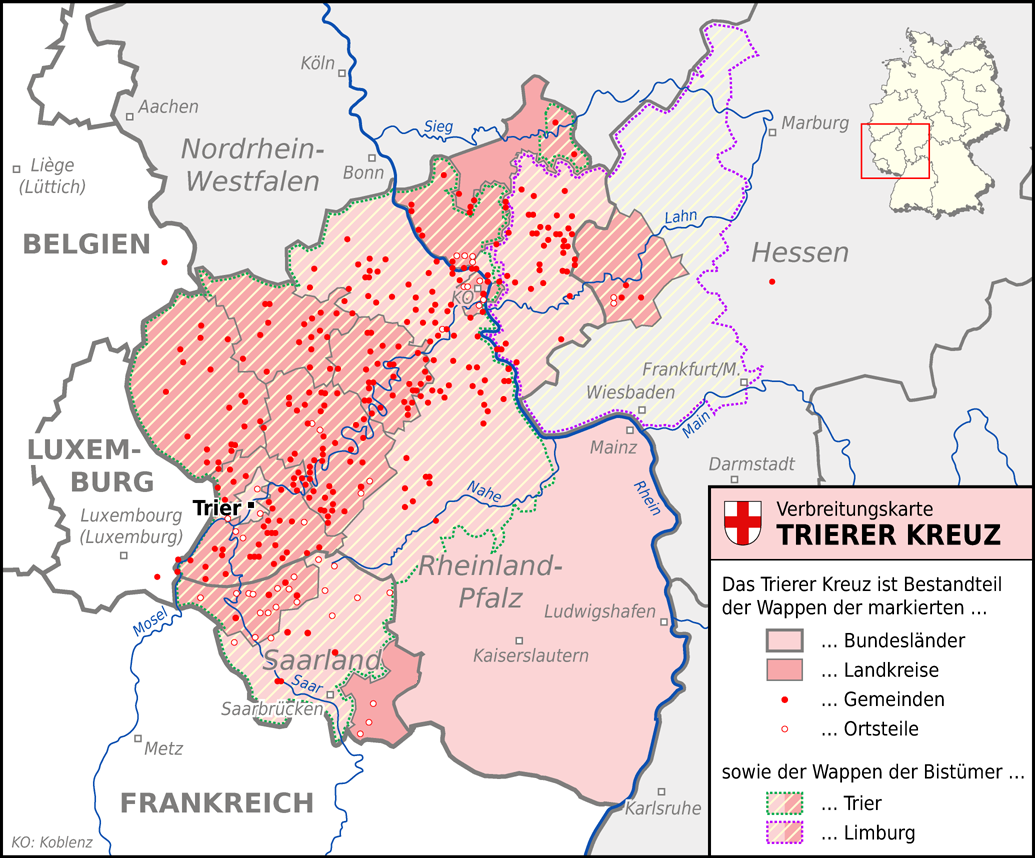
Verbreitungskarte Trierer Kreuz

Die Liste der Wappen mit dem Trierer Kreuz enthält amtliche Wappen sowie weitere Wappen und Logos mit dem Trierer Sankt-Georgs-Kreuz.
Das rote Kreuz auf weißem Grund erscheint anno 1273 im Rücksiegel von Erzbischof Heinrich II.
Es ist das Wappen des Erzbistums und Kurfürstentums Trier und ist um 1275 in dem französischen Wappenbuch Armorial Wijnbergen verzeichnet.
Es geht auf die Kreuzfahrt niederdeutscher Kreuzfahrer im Jahre 1217 zurück.
Durch die Kurtrierische Landesherrschaft bis 1803 verbreitete sich das Trierer Kreuz über das Kurtrierer Territorium und ist daher in vielen Kommunalwappen zu finden. Das Wappen der Stadt Trier selbst enthält das Trierer Kreuz nicht.
Darüber hinaus wurde es auch bei der Gestaltung der Landeswappen von Rheinland-Pfalz und des Saarlandes einbezogen.

## Landes- und Kommunalwappen
| Wappen | Status                                                                        | Ortsname / Verwaltungsgebiet       | Landkreis / Kreisfreie Stadt / Region | Bundesland / Staat |
| ------ | ----------------------------------------------------------------------------- | ---------------------------------- | ------------------------------------- | ------------------ |
| Wappen | Land                                                                          | Rheinland-Pfalz                    |                                       | Rheinland-Pfalz    |
| Wappen | Land                                                                          | Saarland                           |                                       | Saarland           |
| Wappen | Kreisfreie Stadt                                                              | Koblenz                            | Kreisfreie Stadt Koblenz              | Rheinland-Pfalz    |
| Wappen | Landkreis                                                                     | Altenkirchen (Westerwald)          | Landkreis Altenkirchen (Westerwald)   | Rheinland-Pfalz    |
| Wappen | ehem. Landkreis                                                               | Bernkastel                         | Landkreis Bernkastel-Wittlich         | Rheinland-Pfalz    |
| Wappen | Landkreis                                                                     | Bernkastel-Wittlich                | Landkreis Bernkastel-Wittlich         | Rheinland-Pfalz    |
| Wappen | ehem. Landkreis                                                               | Bitburg                            | Eifelkreis Bitburg-Prüm               | Rheinland-Pfalz    |
| Wappen | Landkreis                                                                     | Bitburg-Prüm                       | Eifelkreis Bitburg-Prüm               | Rheinland-Pfalz    |
| Wappen | ehem. Landkreis                                                               | Cochem                             | Landkreis Cochem-Zell                 | Rheinland-Pfalz    |
| Wappen | Landkreis                                                                     | Cochem-Zell                        | Landkreis Cochem-Zell                 | Rheinland-Pfalz    |
| Wappen | ehem. Landkreis                                                               | Daun                               | Landkreis Vulkaneifel                 | Rheinland-Pfalz    |
| Wappen | ehem. Landkreis                                                               | Limburg                            | Landkreis Limburg-Weilburg            | Hessen             |
| Wappen | Landkreis                                                                     | Limburg-Weilburg                   | Landkreis Limburg-Weilburg            | Hessen             |
| Wappen | Landkreis                                                                     | Merzig-Wadern                      | Landkreis Merzig-Wadern               | Saarland           |
| Wappen | Landkreis                                                                     | Neuwied                            | Landkreis Neuwied                     | Rheinland-Pfalz    |
| Wappen | ehem. Landkreis                                                               | Oberwesterwald                     | Westerwaldkreis                       | Rheinland-Pfalz    |
| Wappen | ehem. Landkreis                                                               | Oberlahnkreis                      | Landkreis Limburg-Weilburg            | Hessen             |
| Wappen | ehem. Landkreis                                                               | Prüm                               | Eifelkreis Bitburg-Prüm               | Rheinland-Pfalz    |
| Wappen | Landkreis                                                                     | Saarpfalz-Kreis                    | Saarpfalz-Kreis                       | Saarland           |
| Wappen | ehem. Landkreis                                                               | Saarburg                           | Landkreis Trier                       | Rheinland-Pfalz    |
| Wappen | ehem. Landkreis                                                               | Sankt Goar                         | Rhein-Hunsrück-Kreis                  | Rheinland-Pfalz    |
| Wappen | ehem. Landkreis                                                               | Sankt Goarshausen                  | Rhein-Lahn-Kreis                      | Rheinland-Pfalz    |
| Wappen | ehem. Landkreis                                                               | Trier                              | Landkreis Trier                       | Rheinland-Pfalz    |
| Wappen | Landkreis                                                                     | Trier-Saarburg                     | Landkreis Trier-Saarburg              | Rheinland-Pfalz    |
| Wappen | ehem. Landkreis                                                               | Unterwesterwald                    | Westerwaldkreis                       | Rheinland-Pfalz    |
| Wappen | Landkreis                                                                     | Vulkaneifel                        | Landkreis Vulkaneifel                 | Rheinland-Pfalz    |
| Wappen | ehem. Landkreis                                                               | Wittlich                           | Landkreis Bernkastel-Wittlich         | Rheinland-Pfalz    |
| Wappen | ehem. Landkreis                                                               | Zell                               | Landkreis Cochem-Zell                 | Rheinland-Pfalz    |
| Wappen | ehem. Stadt                                                                   | Bernkastel                         | Landkreis Bernkastel-Wittlich         | Rheinland-Pfalz    |
| Wappen | Stadt                                                                         | Boppard                            | Rhein-Hunsrück-Kreis                  | Rheinland-Pfalz    |
| Wappen | Stadt                                                                         | Cochem                             | Landkreis Cochem-Zell                 | Rheinland-Pfalz    |
| Wappen | Stadt / ehem. Gemeinde (bis 2010)                                             | Emmelshausen                       | Rhein-Hunsrück-Kreis                  | Rheinland-Pfalz    |
| Wappen | Stadt                                                                         | Hermeskeil                         | Landkreis Trier-Saarburg              | Rheinland-Pfalz    |
| Wappen | Stadt                                                                         | Hillesheim                         | Landkreis Vulkaneifel                 | Rheinland-Pfalz    |
| Wappen | Stadt                                                                         | Kaisersesch                        | Landkreis Cochem-Zell                 | Rheinland-Pfalz    |
| Wappen | Stadt                                                                         | Kirchen (Sieg)                     | Landkreis Altenkirchen (Westerwald)   | Rheinland-Pfalz    |
| Wappen | Stadt                                                                         | Kyllburg                           | Eifelkreis Bitburg-Prüm               | Rheinland-Pfalz    |
| Wappen | Stadt                                                                         | Lahnstein                          | Rhein-Lahn-Kreis                      | Rheinland-Pfalz    |
| Wappen | Stadt                                                                         | Lebach                             | Landkreis Saarlouis                   | Saarland           |
| Wappen | Stadt                                                                         | Mayen                              | Landkreis Mayen-Koblenz               | Rheinland-Pfalz    |
| Wappen | Stadt                                                                         | Mendig                             | Landkreis Mayen-Koblenz               | Rheinland-Pfalz    |
| Wappen | Stadt                                                                         | Merzig                             | Landkreis Merzig-Wadern               | Saarland           |
| Wappen | Stadt                                                                         | Montabaur                          | Westerwaldkreis                       | Rheinland-Pfalz    |
| Wappen | Stadt                                                                         | Mülheim-Kärlich                    | Landkreis Mayen-Koblenz               | Rheinland-Pfalz    |
| Wappen | Stadt                                                                         | Neuwied                            | Landkreis Neuwied                     | Rheinland-Pfalz    |
| Wappen | Stadt                                                                         | Polch                              | Landkreis Mayen-Koblenz               | Rheinland-Pfalz    |
| Wappen | Stadt                                                                         | Prüm                               | Eifelkreis Bitburg-Prüm               | Rheinland-Pfalz    |
| Wappen | Stadt                                                                         | Saarburg                           | Landkreis Trier-Saarburg              | Rheinland-Pfalz    |
| Wappen | Stadt                                                                         | Vallendar                          | Landkreis Mayen-Koblenz               | Rheinland-Pfalz    |
| Wappen | Stadt                                                                         | Wadern                             | Landkreis Merzig-Wadern               | Saarland           |
| Wappen | Stadt                                                                         | Weißenthurm                        | Landkreis Mayen-Koblenz               | Rheinland-Pfalz    |
| Wappen | Stadt                                                                         | Zell (Mosel)                       | Landkreis Cochem-Zell                 | Rheinland-Pfalz    |
| Wappen | Verbandsgemeinde                                                              | Asbach                             | Landkreis Neuwied                     | Rheinland-Pfalz    |
| Wappen | Verbandsgemeinde                                                              | Bad Hönningen                      | Landkreis Neuwied                     | Rheinland-Pfalz    |
| Wappen | Verbandsgemeinde                                                              | Bernkastel-Kues                    | Landkreis Bernkastel-Wittlich         | Rheinland-Pfalz    |
| Wappen | Verbandsgemeinde                                                              | Bitburger Land                     | Eifelkreis Bitburg-Prüm               | Rheinland-Pfalz    |
| Wappen | Verbandsgemeinde                                                              | Daun                               | Landkreis Vulkaneifel                 | Rheinland-Pfalz    |
| Wappen | ehem. Verbandsgemeinde                                                        | Gerolstein (bis 2018)              | Landkreis Vulkaneifel                 | Rheinland-Pfalz    |
| Wappen | Verbandsgemeinde                                                              | Hermeskeil                         | Landkreis Trier-Saarburg              | Rheinland-Pfalz    |
| Wappen | ehem. Amt                                                                     | Herrstein                          | Landkreis Birkenfeld                  | Rheinland-Pfalz    |
| Wappen | ehem. Verbandsgemeinde                                                        | Herrstein                          | Landkreis Birkenfeld                  | Rheinland-Pfalz    |
| Wappen | Verbandsgemeinde                                                              | Herrstein-Rhaunen                  | Landkreis Birkenfeld                  | Rheinland-Pfalz    |
| Wappen | ehem. Amt                                                                     | Hilbringen                         | Landkreis Merzig-Wadern               | Saarland           |
| Wappen | ehem. Verbandsgemeinde                                                        | Hillesheim                         | Landkreis Vulkaneifel                 | Rheinland-Pfalz    |
| Wappen | Verbandsgemeinde                                                              | Hunsrück-Mittelrhein               | Rhein-Hunsrück-Kreis                  | Rheinland-Pfalz    |
| Wappen | Verbandsgemeinde                                                              | Kaisersesch                        | Landkreis Cochem-Zell                 | Rheinland-Pfalz    |
| Wappen | Verbandsgemeinde                                                              | Kastellaun                         | Rhein-Hunsrück-Kreis                  | Rheinland-Pfalz    |
| Wappen | Verbandsgemeinde                                                              | Kelberg                            | Landkreis Vulkaneifel                 | Rheinland-Pfalz    |
| Wappen | ehem. Verbandsgemeinde                                                        | Kell am See (bis 2018)             | Landkreis Trier-Saarburg              | Rheinland-Pfalz    |
| Wappen | Verbandsgemeinde                                                              | Kirchen/Sieg                       | Landkreis Altenkirchen (Westerwald)   | Rheinland-Pfalz    |
| Wappen | ehem. Verbandsgemeinde                                                        | Kröv-Bausendorf                    | Landkreis Bernkastel-Wittlich         | Rheinland-Pfalz    |
| Wappen | ehem. Verbandsgemeinde                                                        | Kyllburg                           | Eifelkreis Bitburg-Prüm               | Rheinland-Pfalz    |
| Wappen | Verbandsgemeinde                                                              | Linz                               | Landkreis Neuwied                     | Rheinland-Pfalz    |
| Wappen | ehem. Verbandsgemeinde                                                        | Loreley (bis 2012)                 | Rhein-Lahn-Kreis                      | Rheinland-Pfalz    |
| Wappen | Verbandsgemeinde                                                              | Loreley (ab 2012)                  | Rhein-Lahn-Kreis                      | Rheinland-Pfalz    |
| Wappen | Verbandsgemeinde                                                              | Maifeld                            | Landkreis Mayen-Koblenz               | Rheinland-Pfalz    |
| Wappen | Verbandsgemeinde                                                              | Mendig                             | Landkreis Mayen-Koblenz               | Rheinland-Pfalz    |
| Wappen | ehem. Amt (bis 1968) / ehem. Verbandsgemeinde (bis 1974) / Gemeinde (ab 1975) | Morbach                            | Landkreis Bernkastel-Wittlich         | Rheinland-Pfalz    |
| Wappen | ehem. Verbandsgemeinde                                                        | Neumagen-Dhron                     | Landkreis Bernkastel-Wittlich         | Rheinland-Pfalz    |
| Wappen | ehem. Amt                                                                     | Palzem                             | Landkreis Trier-Saarburg              | Rheinland-Pfalz    |
| Wappen | ehem. Wappen der Verbandsgemeinde                                             | Pellenz                            | Landkreis Mayen-Koblenz               | Rheinland-Pfalz    |
| Wappen | Verbandsgemeinde                                                              | Pellenz                            | Landkreis Mayen-Koblenz               | Rheinland-Pfalz    |
| Wappen | Verbandsgemeinde                                                              | Prüm                               | Eifelkreis Bitburg-Prüm               | Rheinland-Pfalz    |
| Wappen | Verbandsgemeinde                                                              | Rhein-Mosel                        | Landkreis Mayen-Koblenz               | Rheinland-Pfalz    |
| Wappen | ehem. Verbandsgemeinde                                                        | Saarburg (bis 2018)                | Landkreis Trier-Saarburg              | Rheinland-Pfalz    |
| Wappen | Verbandsgemeinde                                                              | Saarburg-Kell (ab 2019)            | Landkreis Trier-Saarburg              | Rheinland-Pfalz    |
| Wappen | ehem. Verbandsgemeinde                                                        | Sankt Goar-Oberwesel               | Rhein-Hunsrück-Kreis                  | Rheinland-Pfalz    |
| Wappen | Verbandsgemeinde                                                              | Thalfang                           | Landkreis Bernkastel-Wittlich         | Rheinland-Pfalz    |
| Wappen | ehem. Verbandsgemeinde                                                        | Traben-Trarbach                    | Landkreis Bernkastel-Wittlich         | Rheinland-Pfalz    |
| Wappen | Verbandsgemeinde                                                              | Traben-Trarbach                    | Landkreis Bernkastel-Wittlich         | Rheinland-Pfalz    |
| Wappen | Verbandsgemeinde                                                              | Trier-Land                         | Landkreis Trier-Saarburg              | Rheinland-Pfalz    |
| Wappen | Verbandsgemeinde                                                              | Vallendar                          | Landkreis Mayen-Koblenz               | Rheinland-Pfalz    |
| Wappen | Verbandsgemeinde                                                              | Wallmerod                          | Westerwaldkreis                       | Rheinland-Pfalz    |
| Wappen | ehem. Amt                                                                     | Weierbach                          | Landkreis Birkenfeld                  | Rheinland-Pfalz    |
| Wappen | Verbandsgemeinde                                                              | Weißenthurm                        | Landkreis Mayen-Koblenz               | Rheinland-Pfalz    |
| Wappen | Verbandsgemeinde                                                              | Westerburg                         | Westerwaldkreis                       | Rheinland-Pfalz    |
| Wappen | Verbandsgemeinde                                                              | Wittlich-Land (bis 2016)           | Landkreis Bernkastel-Wittlich         | Rheinland-Pfalz    |
| Wappen | Verbandsgemeinde                                                              | Wittlich-Land (seit 2016)          | Landkreis Bernkastel-Wittlich         | Rheinland-Pfalz    |
| Wappen | Verbandsgemeinde                                                              | Zell                               | Landkreis Cochem-Zell                 | Rheinland-Pfalz    |
| Wappen | Gemeinde                                                                      | Alf                                | Landkreis Cochem-Zell                 | Rheinland-Pfalz    |
| Wappen | Gemeinde                                                                      | Alken                              | Landkreis Mayen-Koblenz               | Rheinland-Pfalz    |
| Wappen | Gemeinde                                                                      | Altstrimmig                        | Landkreis Cochem-Zell                 | Rheinland-Pfalz    |
| Wappen | Gemeinde                                                                      | Ammeldingen                        | Eifelkreis Bitburg-Prüm               | Rheinland-Pfalz    |
| Wappen | Gemeinde                                                                      | Arbach                             | Landkreis Vulkaneifel                 | Rheinland-Pfalz    |
| Wappen | Gemeinde                                                                      | Arnshöfen                          | Westerwaldkreis                       | Rheinland-Pfalz    |
| Wappen | Gemeinde                                                                      | Ayl                                | Landkreis Trier-Saarburg              | Rheinland-Pfalz    |
| Wappen | Gemeinde                                                                      | Baar                               | Landkreis Mayen-Koblenz               | Rheinland-Pfalz    |
| Wappen | Gemeinde                                                                      | Baldringen                         | Landkreis Trier-Saarburg              | Rheinland-Pfalz    |
| Wappen | Gemeinde                                                                      | Balduinstein                       | Rhein-Lahn-Kreis                      | Rheinland-Pfalz    |
| Wappen | Gemeinde                                                                      | Barweiler                          | Landkreis Ahrweiler                   | Rheinland-Pfalz    |
| Wappen | Gemeinde                                                                      | Beilstein                          | Landkreis Cochem-Zell                 | Rheinland-Pfalz    |
| Wappen | Gemeinde                                                                      | Beinhausen                         | Landkreis Vulkaneifel                 | Rheinland-Pfalz    |
| Wappen | Gemeinde                                                                      | Beltheim                           | Rhein-Hunsrück-Kreis                  | Rheinland-Pfalz    |
| Wappen | Gemeinde                                                                      | Berglicht                          | Landkreis Bernkastel-Wittlich         | Rheinland-Pfalz    |
| Wappen | Gemeinde                                                                      | Berndorf                           | Landkreis Vulkaneifel                 | Rheinland-Pfalz    |
| Wappen | Gemeinde                                                                      | Berod                              | Westerwaldkreis                       | Rheinland-Pfalz    |
| Wappen | Gemeinde                                                                      | Binningen                          | Landkreis Cochem-Zell                 | Rheinland-Pfalz    |
| Wappen | Gemeinde                                                                      | Binsfeld                           | Landkreis Bernkastel-Wittlich         | Rheinland-Pfalz    |
| Wappen | Gemeinde                                                                      | Birkheim                           | Rhein-Hunsrück-Kreis                  | Rheinland-Pfalz    |
| Wappen | Gemeinde                                                                      | Blankenrath                        | Landkreis Cochem-Zell                 | Rheinland-Pfalz    |
| Wappen | Gemeinde                                                                      | Bonerath                           | Landkreis Trier-Saarburg              | Rheinland-Pfalz    |
| Wappen | Gemeinde                                                                      | Boos                               | Landkreis Mayen-Koblenz               | Rheinland-Pfalz    |
| Wappen | Gemeinde                                                                      | Bous                               | Landkreis Saarlouis                   | Saarland           |
| Wappen | Gemeinde                                                                      | Brachbach                          | Landkreis Altenkirchen (Westerwald)   | Rheinland-Pfalz    |
| Wappen | Gemeinde                                                                      | Brechen                            | Landkreis Limburg-Weilburg            | Hessen             |
| Wappen | Gemeinde                                                                      | Breit                              | Landkreis Bernkastel-Wittlich         | Rheinland-Pfalz    |
| Wappen | Gemeinde                                                                      | Briedel                            | Landkreis Cochem-Zell                 | Rheinland-Pfalz    |
| Wappen | Gemeinde                                                                      | Bruschied                          | Landkreis Bad Kreuznach               | Rheinland-Pfalz    |
| Wappen | Gemeinde                                                                      | Buch                               | Rhein-Hunsrück-Kreis                  | Rheinland-Pfalz    |
| Wappen | Gemeinde                                                                      | Büdlich                            | Landkreis Bernkastel-Wittlich         | Rheinland-Pfalz    |
| Wappen | Gemeinde                                                                      | Bullay                             | Landkreis Cochem-Zell                 | Rheinland-Pfalz    |
| Wappen | Gemeinde                                                                      | Büllingen                          | Wallonische Region                    | Belgien            |
| Wappen | Gemeinde                                                                      | Bundenbach                         | Landkreis Birkenfeld                  | Rheinland-Pfalz    |
| Wappen | Gemeinde                                                                      | Burg/Mosel                         | Landkreis Bernkastel-Wittlich         | Rheinland-Pfalz    |
| Wappen | Gemeinde                                                                      | Burgen                             | Landkreis Mayen-Koblenz               | Rheinland-Pfalz    |
| Wappen | Gemeinde                                                                      | Dahlheim                           | Rhein-Lahn-Kreis                      | Rheinland-Pfalz    |
| Wappen | Gemeinde                                                                      | Daubach                            | Westerwaldkreis                       | Rheinland-Pfalz    |
| Wappen | Gemeinde                                                                      | Deesen                             | Westerwaldkreis                       | Rheinland-Pfalz    |
| Wappen | Gemeinde                                                                      | Deuselbach                         | Landkreis Bernkastel-Wittlich         | Rheinland-Pfalz    |
| Wappen | ehem. Gemeinde                                                                | Dhron                              | Landkreis Bernkastel                  | Rheinland-Pfalz    |
| Wappen | Gemeinde                                                                      | Dhronecken                         | Landkreis Bernkastel-Wittlich         | Rheinland-Pfalz    |
| Wappen | Gemeinde                                                                      | Dieblich                           | Landkreis Mayen-Koblenz               | Rheinland-Pfalz    |
| Wappen | Gemeinde                                                                      | Diefenbach                         | Landkreis Bernkastel-Wittlich         | Rheinland-Pfalz    |
| Wappen | Gemeinde                                                                      | Dohr                               | Landkreis Cochem-Zell                 | Rheinland-Pfalz    |
| Wappen | Gemeinde                                                                      | Dörth                              | Rhein-Hunsrück-Kreis                  | Rheinland-Pfalz    |
| Wappen | Gemeinde                                                                      | Ediger-Eller                       | Landkreis Cochem-Zell                 | Rheinland-Pfalz    |
| Wappen | Gemeinde                                                                      | Eisenach                           | Eifelkreis Bitburg-Prüm               | Rheinland-Pfalz    |
| Wappen | Gemeinde                                                                      | Ellenz-Poltersdorf                 | Landkreis Cochem-Zell                 | Rheinland-Pfalz    |
| Wappen | Gemeinde                                                                      | Ensch                              | Landkreis Trier-Saarburg              | Rheinland-Pfalz    |
| Wappen | Gemeinde                                                                      | Ernst                              | Landkreis Cochem-Zell                 | Rheinland-Pfalz    |
| Wappen | Gemeinde                                                                      | Ewighausen                         | Westerwaldkreis                       | Rheinland-Pfalz    |
| Wappen | Gemeinde                                                                      | Farschweiler                       | Landkreis Trier-Saarburg              | Rheinland-Pfalz    |
| Wappen | Gemeinde                                                                      | Filsen                             | Rhein-Lahn-Kreis                      | Rheinland-Pfalz    |
| Wappen | Gemeinde                                                                      | Fließem                            | Eifelkreis Bitburg-Prüm               | Rheinland-Pfalz    |
| Wappen | Gemeinde                                                                      | Flußbach                           | Landkreis Bernkastel-Wittlich         | Rheinland-Pfalz    |
| Wappen | Gemeinde                                                                      | Forst                              | Landkreis Cochem-Zell                 | Rheinland-Pfalz    |
| Wappen | Gemeinde                                                                      | Galenberg                          | Landkreis Ahrweiler                   | Rheinland-Pfalz    |
| Wappen | Gemeinde                                                                      | Gappenach                          | Landkreis Mayen-Koblenz               | Rheinland-Pfalz    |
| Wappen | Gemeinde                                                                      | Gefell                             | Landkreis Vulkaneifel                 | Rheinland-Pfalz    |
| Wappen | Gemeinde                                                                      | Gielert                            | Landkreis Bernkastel-Wittlich         | Rheinland-Pfalz    |
| Wappen | Gemeinde                                                                      | Gierschnach                        | Landkreis Mayen-Koblenz               | Rheinland-Pfalz    |
| Wappen | Gemeinde                                                                      | Gilzem                             | Eifelkreis Bitburg-Prüm               | Rheinland-Pfalz    |
| Wappen | Gemeinde                                                                      | Gipperath                          | Landkreis Bernkastel-Wittlich         | Rheinland-Pfalz    |
| Wappen | Gemeinde                                                                      | Gondenbrett                        | Eifelkreis Bitburg-Prüm               | Rheinland-Pfalz    |
| Wappen | Gemeinde                                                                      | Gondorf                            | Eifelkreis Bitburg-Prüm               | Rheinland-Pfalz    |
| Wappen | Gemeinde                                                                      | Görgeshausen                       | Westerwaldkreis                       | Rheinland-Pfalz    |
| Wappen | Gemeinde                                                                      | Gräfendhron                        | Landkreis Bernkastel-Wittlich         | Rheinland-Pfalz    |
| Wappen | Gemeinde                                                                      | Greimersburg                       | Landkreis Cochem-Zell                 | Rheinland-Pfalz    |
| Wappen | Gemeinde                                                                      | Grenderich                         | Landkreis Cochem-Zell                 | Rheinland-Pfalz    |
| Wappen | Gemeinde                                                                      | Großlittgen                        | Landkreis Bernkastel-Wittlich         | Rheinland-Pfalz    |
| Wappen | Gemeinde                                                                      | Guckheim                           | Westerwaldkreis                       | Rheinland-Pfalz    |
| Wappen | Gemeinde                                                                      | Gusenburg                          | Landkreis Trier-Saarburg              | Rheinland-Pfalz    |
| Wappen | Gemeinde                                                                      | Gusterath                          | Landkreis Trier-Saarburg              | Rheinland-Pfalz    |
| Wappen | Gemeinde                                                                      | Gutweiler                          | Landkreis Trier-Saarburg              | Rheinland-Pfalz    |
| Wappen | Gemeinde                                                                      | Hahn am See                        | Westerwaldkreis                       | Rheinland-Pfalz    |
| Wappen | Gemeinde                                                                      | Hahn bei Marienberg                | Westerwaldkreis                       | Rheinland-Pfalz    |
| Wappen | Gemeinde                                                                      | Hartenfels                         | Westerwaldkreis                       | Rheinland-Pfalz    |
| Wappen | Gemeinde                                                                      | Hatzenport                         | Landkreis Mayen-Koblenz               | Rheinland-Pfalz    |
| Wappen | Gemeinde                                                                      | Hausbay                            | Rhein-Hunsrück-Kreis                  | Rheinland-Pfalz    |
| Wappen | Gemeinde                                                                      | Hausten                            | Landkreis Mayen-Koblenz               | Rheinland-Pfalz    |
| Wappen | Gemeinde                                                                      | Heddert                            | Landkreis Trier-Saarburg              | Rheinland-Pfalz    |
| Wappen | Gemeinde                                                                      | Heidenburg                         | Landkreis Bernkastel-Wittlich         | Rheinland-Pfalz    |
| Wappen | Gemeinde                                                                      | Helferskirchen                     | Westerwaldkreis                       | Rheinland-Pfalz    |
| Wappen | Gemeinde                                                                      | Hentern                            | Landkreis Trier-Saarburg              | Rheinland-Pfalz    |
| Wappen | Gemeinde                                                                      | Herborn                            | Landkreis Birkenfeld                  | Rheinland-Pfalz    |
| Wappen | Gemeinde                                                                      | Herschbach (Oberwesterwald)        | Westerwaldkreis                       | Rheinland-Pfalz    |
| Wappen | Gemeinde                                                                      | Hesweiler                          | Landkreis Cochem-Zell                 | Rheinland-Pfalz    |
| Wappen | Gemeinde                                                                      | Hetzerath                          | Landkreis Bernkastel-Wittlich         | Rheinland-Pfalz    |
| Wappen | Gemeinde                                                                      | Hillscheid                         | Westerwaldkreis                       | Rheinland-Pfalz    |
| Wappen | Gemeinde                                                                      | Hirten                             | Landkreis Mayen-Koblenz               | Rheinland-Pfalz    |
| Wappen | Gemeinde                                                                      | Höchstenbach                       | Westerwaldkreis                       | Rheinland-Pfalz    |
| Wappen | Gemeinde                                                                      | Hörscheid                          | Landkreis Vulkaneifel                 | Rheinland-Pfalz    |
| Wappen | Gemeinde                                                                      | Hohenleimbach                      | Landkreis Ahrweiler                   | Rheinland-Pfalz    |
| Wappen | Gemeinde                                                                      | Holler                             | Westerwaldkreis                       | Rheinland-Pfalz    |
| Wappen | Gemeinde                                                                      | Holzerath                          | Landkreis Trier-Saarburg              | Rheinland-Pfalz    |
| Wappen | Gemeinde                                                                      | Hontheim                           | Landkreis Bernkastel-Wittlich         | Rheinland-Pfalz    |
| Wappen | Gemeinde                                                                      | Horath                             | Landkreis Bernkastel-Wittlich         | Rheinland-Pfalz    |
| Wappen | Gemeinde                                                                      | Horhausen                          | Landkreis Altenkirchen (Westerwald)   | Rheinland-Pfalz    |
| Wappen | Gemeinde                                                                      | Hundsangen                         | Westerwaldkreis                       | Rheinland-Pfalz    |
| Wappen | Gemeinde                                                                      | Idenheim                           | Eifelkreis Bitburg-Prüm               | Rheinland-Pfalz    |
| Wappen | Gemeinde                                                                      | Illerich                           | Landkreis Cochem-Zell                 | Rheinland-Pfalz    |
| Wappen | Gemeinde                                                                      | Illingen                           | Landkreis Neunkirchen                 | Saarland           |
| Wappen | Gemeinde                                                                      | Immerath                           | Landkreis Vulkaneifel                 | Rheinland-Pfalz    |
| Wappen | Gemeinde                                                                      | Kadenbach                          | Westerwaldkreis                       | Rheinland-Pfalz    |
| Wappen | Gemeinde                                                                      | Kalt                               | Landkreis Mayen-Koblenz               | Rheinland-Pfalz    |
| Wappen | Gemeinde                                                                      | Kaltenengers                       | Landkreis Mayen-Koblenz               | Rheinland-Pfalz    |
| Wappen | Gemeinde                                                                      | Karl                               | Landkreis Bernkastel-Wittlich         | Rheinland-Pfalz    |
| Wappen | Gemeinde                                                                      | Kasbach-Ohlenberg                  | Landkreis Neuwied                     | Rheinland-Pfalz    |
| Wappen | Gemeinde                                                                      | Kasel                              | Landkreis Trier-Saarburg              | Rheinland-Pfalz    |
| Wappen | Gemeinde                                                                      | Kastel-Staadt                      | Landkreis Trier-Saarburg              | Rheinland-Pfalz    |
| Wappen | Gemeinde                                                                      | Kesseling                          | Landkreis Ahrweiler                   | Rheinland-Pfalz    |
| Wappen | Gemeinde                                                                      | Kesten                             | Landkreis Bernkastel-Wittlich         | Rheinland-Pfalz    |
| Wappen | Gemeinde                                                                      | Kettig                             | Landkreis Mayen-Koblenz               | Rheinland-Pfalz    |
| Wappen | Gemeinde                                                                      | Kirf                               | Landkreis Trier-Saarburg              | Rheinland-Pfalz    |
| Wappen | Gemeinde                                                                      | Kisselbach                         | Rhein-Hunsrück-Kreis                  | Rheinland-Pfalz    |
| Wappen | Gemeinde                                                                      | Klüsserath                         | Landkreis Trier-Saarburg              | Rheinland-Pfalz    |
| Wappen | Gemeinde                                                                      | Kobern-Gondorf                     | Landkreis Mayen-Koblenz               | Rheinland-Pfalz    |
| Wappen | Gemeinde                                                                      | Kollig                             | Landkreis Mayen-Koblenz               | Rheinland-Pfalz    |
| Wappen | Gemeinde                                                                      | Köwerich                           | Landkreis Trier-Saarburg              | Rheinland-Pfalz    |
| Wappen | Gemeinde                                                                      | Kordel                             | Landkreis Trier-Saarburg              | Rheinland-Pfalz    |
| Wappen | Gemeinde                                                                      | Kradenbach                         | Landkreis Vulkaneifel                 | Rheinland-Pfalz    |
| Wappen | Gemeinde                                                                      | Kretz                              | Landkreis Mayen-Koblenz               | Rheinland-Pfalz    |
| Wappen | Gemeinde                                                                      | Krunkel                            | Landkreis Altenkirchen (Westerwald)   | Rheinland-Pfalz    |
| Wappen | Gemeinde                                                                      | Kuhnhöfen                          | Westerwaldkreis                       | Rheinland-Pfalz    |
| Wappen | Gemeinde                                                                      | Lahr                               | Rhein-Hunsrück-Kreis                  | Rheinland-Pfalz    |
| Wappen | Gemeinde                                                                      | Lampaden                           | Landkreis Trier-Saarburg              | Rheinland-Pfalz    |
| Wappen | Gemeinde                                                                      | Langenfeld                         | Landkreis Mayen-Koblenz               | Rheinland-Pfalz    |
| Wappen | Gemeinde                                                                      | Langscheid                         | Landkreis Mayen-Koblenz               | Rheinland-Pfalz    |
| Wappen | Gemeinde                                                                      | Lascheid                           | Eifelkreis Bitburg-Prüm               | Rheinland-Pfalz    |
| Wappen | Gemeinde                                                                      | Lasel                              | Eifelkreis Bitburg-Prüm               | Rheinland-Pfalz    |
| Wappen | Gemeinde                                                                      | Laudert                            | Rhein-Hunsrück-Kreis                  | Rheinland-Pfalz    |
| Wappen | Gemeinde                                                                      | Laufersweiler                      | Rhein-Hunsrück-Kreis                  | Rheinland-Pfalz    |
| Wappen | Gemeinde                                                                      | Leiwen                             | Landkreis Trier-Saarburg              | Rheinland-Pfalz    |
| Wappen | Gemeinde                                                                      | Lenningen                          | Kanton Remich                         | Luxemburg          |
| Wappen | Gemeinde                                                                      | Liebshausen                        | Rhein-Hunsrück-Kreis                  | Rheinland-Pfalz    |
| Wappen | Gemeinde                                                                      | Lierschied                         | Rhein-Lahn-Kreis                      | Rheinland-Pfalz    |
| Wappen | Gemeinde                                                                      | Longen                             | Landkreis Trier-Saarburg              | Rheinland-Pfalz    |
| Wappen | Gemeinde                                                                      | Lonnig                             | Landkreis Mayen-Koblenz               | Rheinland-Pfalz    |
| Wappen | Gemeinde                                                                      | Losheim am See                     | Landkreis Merzig-Wadern               | Saarland           |
| Wappen | Gemeinde                                                                      | Lückenburg                         | Landkreis Bernkastel-Wittlich         | Rheinland-Pfalz    |
| Wappen | Gemeinde                                                                      | Lünebach                           | Eifelkreis Bitburg-Prüm               | Rheinland-Pfalz    |
| Wappen | Gemeinde                                                                      | Lütz                               | Landkreis Cochem-Zell                 | Rheinland-Pfalz    |
| Wappen | Gemeinde                                                                      | Lutzerath                          | Landkreis Cochem-Zell                 | Rheinland-Pfalz    |
| Wappen | Gemeinde                                                                      | Lykershausen                       | Rhein-Lahn-Kreis                      | Rheinland-Pfalz    |
| Wappen | Gemeinde                                                                      | Macken                             | Landkreis Mayen-Koblenz               | Rheinland-Pfalz    |
| Wappen | Gemeinde                                                                      | Mähren                             | Westerwaldkreis                       | Rheinland-Pfalz    |
| Wappen | Gemeinde                                                                      | Malborn                            | Landkreis Bernkastel-Wittlich         | Rheinland-Pfalz    |
| Wappen | Gemeinde                                                                      | Mandern                            | Landkreis Trier-Saarburg              | Rheinland-Pfalz    |
| Wappen | Gemeinde                                                                      | Mannebach                          | Landkreis Trier-Saarburg              | Rheinland-Pfalz    |
| Wappen | Gemeinde                                                                      | Mannebach                          | Landkreis Vulkaneifel                 | Rheinland-Pfalz    |
| Wappen | Gemeinde                                                                      | Maring-Noviand                     | Landkreis Bernkastel-Wittlich         | Rheinland-Pfalz    |
| Wappen | Gemeinde                                                                      | Maroth                             | Westerwaldkreis                       | Rheinland-Pfalz    |
| Wappen | Gemeinde                                                                      | Masburg                            | Landkreis Cochem-Zell                 | Rheinland-Pfalz    |
| Wappen | Gemeinde                                                                      | Mastershausen                      | Rhein-Hunsrück-Kreis                  | Rheinland-Pfalz    |
| Wappen | Gemeinde                                                                      | Mehren                             | Landkreis Vulkaneifel                 | Rheinland-Pfalz    |
| Wappen | Gemeinde                                                                      | Meisburg                           | Landkreis Vulkaneifel                 | Rheinland-Pfalz    |
| Wappen | Gemeinde                                                                      | Mermuth                            | Rhein-Hunsrück-Kreis                  | Rheinland-Pfalz    |
| Wappen | Gemeinde                                                                      | Merzkirchen                        | Landkreis Trier-Saarburg              | Rheinland-Pfalz    |
| Wappen | Gemeinde                                                                      | Minderlittgen                      | Landkreis Bernkastel-Wittlich         | Rheinland-Pfalz    |
| Wappen | Gemeinde                                                                      | Mittelreidenbach                   | Landkreis Birkenfeld                  | Rheinland-Pfalz    |
| Wappen | Gemeinde                                                                      | Monzelfeld                         | Landkreis Bernkastel-Wittlich         | Rheinland-Pfalz    |
| Wappen | ehem. Gemeinde                                                                | Morbach                            | Landkreis Bernkastel-Wittlich         | Rheinland-Pfalz    |
| Wappen | Gemeinde                                                                      | Mörsdorf                           | Rhein-Hunsrück-Kreis                  | Rheinland-Pfalz    |
| Wappen | Gemeinde                                                                      | Moschheim                          | Westerwaldkreis                       | Rheinland-Pfalz    |
| Wappen | Gemeinde                                                                      | Müden                              | Landkreis Cochem-Zell                 | Rheinland-Pfalz    |
| Wappen | Gemeinde                                                                      | Mudersbach                         | Landkreis Altenkirchen (Westerwald)   | Rheinland-Pfalz    |
| Wappen | Gemeinde                                                                      | Mürlenbach                         | Landkreis Vulkaneifel                 | Rheinland-Pfalz    |
| Wappen | Gemeinde                                                                      | Neef                               | Landkreis Cochem-Zell                 | Rheinland-Pfalz    |
| Wappen | Gemeinde                                                                      | Nentershausen                      | Westerwaldkreis                       | Rheinland-Pfalz    |
| Wappen | ehem. Gemeinde                                                                | Neumagen                           | Landkreis Bernkastel-Wittlich         | Rheinland-Pfalz    |
| Wappen | Gemeinde                                                                      | Neumagen-Dhron                     | Landkreis Bernkastel-Wittlich         | Rheinland-Pfalz    |
| Wappen | Gemeinde                                                                      | Neunkirchen                        | Landkreis Bernkastel-Wittlich         | Rheinland-Pfalz    |
| Wappen | Gemeinde                                                                      | Newel                              | Landkreis Trier-Saarburg              | Rheinland-Pfalz    |
| Wappen | Gemeinde                                                                      | Niederburg                         | Rhein-Hunsrück-Kreis                  | Rheinland-Pfalz    |
| Wappen | Gemeinde                                                                      | Niedererbach                       | Westerwaldkreis                       | Rheinland-Pfalz    |
| Wappen | Gemeinde                                                                      | Niederfischbach                    | Landkreis Altenkirchen (Westerwald)   | Rheinland-Pfalz    |
| Wappen | Gemeinde                                                                      | Niederöfflingen                    | Landkreis Bernkastel-Wittlich         | Rheinland-Pfalz    |
| Wappen | Gemeinde                                                                      | Niederscheidweiler                 | Landkreis Bernkastel-Wittlich         | Rheinland-Pfalz    |
| Wappen | Gemeinde                                                                      | Niedersteinebach                   | Landkreis Altenkirchen (Westerwald)   | Rheinland-Pfalz    |
| Wappen | Gemeinde                                                                      | Niederweis                         | Eifelkreis Bitburg-Prüm               | Rheinland-Pfalz    |
| Wappen | Gemeinde                                                                      | Niederwerth                        | Landkreis Mayen-Koblenz               | Rheinland-Pfalz    |
| Wappen | Gemeinde                                                                      | Nörtershausen                      | Landkreis Mayen-Koblenz               | Rheinland-Pfalz    |
| Wappen | Gemeinde                                                                      | Oberahr                            | Westerwaldkreis                       | Rheinland-Pfalz    |
| Wappen | Gemeinde                                                                      | Oberscheidweiler                   | Landkreis Bernkastel-Wittlich         | Rheinland-Pfalz    |
| Wappen | Gemeinde                                                                      | Obersteinebach                     | Landkreis Altenkirchen (Westerwald)   | Rheinland-Pfalz    |
| Wappen | Gemeinde                                                                      | Ochtendung                         | Landkreis Mayen-Koblenz               | Rheinland-Pfalz    |
| Wappen | Gemeinde                                                                      | Orsfeld                            | Eifelkreis Bitburg-Prüm               | Rheinland-Pfalz    |
| Wappen | Gemeinde                                                                      | Osann-Monzel                       | Landkreis Bernkastel-Wittlich         | Rheinland-Pfalz    |
| Wappen | Gemeinde                                                                      | Osburg                             | Landkreis Trier-Saarburg              | Rheinland-Pfalz    |
| Wappen | Gemeinde                                                                      | Palzem                             | Landkreis Trier-Saarburg              | Rheinland-Pfalz    |
| Wappen | Gemeinde                                                                      | Panzweiler                         | Landkreis Cochem-Zell                 | Rheinland-Pfalz    |
| Wappen | Gemeinde                                                                      | Perscheid                          | Rhein-Hunsrück-Kreis                  | Rheinland-Pfalz    |
| Wappen | Gemeinde                                                                      | Peterslahr                         | Landkreis Altenkirchen (Westerwald)   | Rheinland-Pfalz    |
| Wappen | Gemeinde                                                                      | Piesport                           | Landkreis Bernkastel-Wittlich         | Rheinland-Pfalz    |
| Wappen | Gemeinde                                                                      | Plaidt                             | Landkreis Mayen-Koblenz               | Rheinland-Pfalz    |
| Wappen | Gemeinde                                                                      | Platten                            | Landkreis Bernkastel-Wittlich         | Rheinland-Pfalz    |
| Wappen | Gemeinde                                                                      | Pleckhausen                        | Landkreis Altenkirchen (Westerwald)   | Rheinland-Pfalz    |
| Wappen | Gemeinde                                                                      | Pölich                             | Landkreis Trier-Saarburg              | Rheinland-Pfalz    |
| Wappen | Gemeinde                                                                      | Prath                              | Rhein-Lahn-Kreis                      | Rheinland-Pfalz    |
| Wappen | Gemeinde                                                                      | Pronsfeld                          | Eifelkreis Bitburg-Prüm               | Rheinland-Pfalz    |
| Wappen | Gemeinde                                                                      | Quirnbach                          | Westerwaldkreis                       | Rheinland-Pfalz    |
| Wappen | Gemeinde                                                                      | Ralingen                           | Landkreis Trier-Saarburg              | Rheinland-Pfalz    |
| Wappen | Gemeinde                                                                      | Reidenhausen                       | Landkreis Cochem-Zell                 | Rheinland-Pfalz    |
| Wappen | Gemeinde                                                                      | Reifferscheid                      | Landkreis Ahrweiler                   | Rheinland-Pfalz    |
| Wappen | Gemeinde                                                                      | Rettert                            | Rhein-Lahn-Kreis                      | Rheinland-Pfalz    |
| Wappen | Gemeinde                                                                      | Reudelsterz                        | Landkreis Mayen-Koblenz               | Rheinland-Pfalz    |
| Wappen | Gemeinde                                                                      | Rheinbrohl                         | Landkreis Neuwied                     | Rheinland-Pfalz    |
| Wappen | Gemeinde                                                                      | Riol                               | Landkreis Trier-Saarburg              | Rheinland-Pfalz    |
| Wappen | Gemeinde                                                                      | Rockeskyll                         | Landkreis Vulkaneifel                 | Rheinland-Pfalz    |
| Wappen | Gemeinde                                                                      | Rothenbach                         | Westerwaldkreis                       | Rheinland-Pfalz    |
| Wappen | Gemeinde                                                                      | Rüber                              | Landkreis Mayen-Koblenz               | Rheinland-Pfalz    |
| Wappen | Gemeinde                                                                      | Salz                               | Westerwaldkreis                       | Rheinland-Pfalz    |
| Wappen | Gemeinde                                                                      | Schleich                           | Landkreis Trier-Saarburg              | Rheinland-Pfalz    |
| Wappen | Gemeinde                                                                      | Schmelz                            | Landkreis Saarlouis                   | Saarland           |
| Wappen | Gemeinde                                                                      | Schneppenbach                      | Landkreis Bad Kreuznach               | Rheinland-Pfalz    |
| Wappen | Gemeinde                                                                      | Schnorbach                         | Rhein-Hunsrück-Kreis                  | Rheinland-Pfalz    |
| Wappen | Gemeinde                                                                      | Schönbach                          | Landkreis Vulkaneifel                 | Rheinland-Pfalz    |
| Wappen | Gemeinde                                                                      | Schöndorf                          | Landkreis Trier-Saarburg              | Rheinland-Pfalz    |
| Wappen | Gemeinde                                                                      | Schwalbach                         | Landkreis Saarlouis                   | Saarland           |
| Wappen | Gemeinde                                                                      | Sehlem                             | Landkreis Bernkastel-Wittlich         | Rheinland-Pfalz    |
| Wappen | Gemeinde                                                                      | Selters                            | Landkreis Limburg-Weilburg            | Hessen             |
| Wappen | Gemeinde                                                                      | Sessenbach                         | Westerwaldkreis                       | Rheinland-Pfalz    |
| Wappen | Gemeinde                                                                      | Simmern                            | Westerwaldkreis                       | Rheinland-Pfalz    |
| Wappen | Gemeinde                                                                      | Sosberg                            | Landkreis Cochem-Zell                 | Rheinland-Pfalz    |
| Wappen | Gemeinde                                                                      | Spangdahlem                        | Eifelkreis Bitburg-Prüm               | Rheinland-Pfalz    |
| Wappen | Gemeinde                                                                      | Spessart                           | Landkreis Ahrweiler                   | Rheinland-Pfalz    |
| Wappen | Gemeinde                                                                      | Steinebach an der Wied             | Westerwaldkreis                       | Rheinland-Pfalz    |
| Wappen | Gemeinde                                                                      | Steinefrenz                        | Westerwaldkreis                       | Rheinland-Pfalz    |
| Wappen | Gemeinde                                                                      | Steinen                            | Westerwaldkreis                       | Rheinland-Pfalz    |
| Wappen | Gemeinde                                                                      | Sankt Aldegund                     | Landkreis Cochem-Zell                 | Rheinland-Pfalz    |
| Wappen | Gemeinde                                                                      | Stockem                            | Eifelkreis Bitburg-Prüm               | Rheinland-Pfalz    |
| Wappen | Gemeinde                                                                      | Sankt Sebastian                    | Landkreis Mayen-Koblenz               | Rheinland-Pfalz    |
| Wappen | Gemeinde                                                                      | Sülm                               | Eifelkreis Bitburg-Prüm               | Rheinland-Pfalz    |
| Wappen | Gemeinde                                                                      | Thalfang                           | Landkreis Bernkastel-Wittlich         | Rheinland-Pfalz    |
| Wappen | Gemeinde                                                                      | Trimport                           | Eifelkreis Bitburg-Prüm               | Rheinland-Pfalz    |
| Wappen | Gemeinde                                                                      | Trittenheim                        | Landkreis Trier-Saarburg              | Rheinland-Pfalz    |
| Wappen | Gemeinde                                                                      | Udler                              | Landkreis Vulkaneifel                 | Rheinland-Pfalz    |
| Wappen | Gemeinde                                                                      | Uhler                              | Rhein-Hunsrück-Kreis                  | Rheinland-Pfalz    |
| Wappen | Gemeinde                                                                      | Urbar                              | Landkreis Mayen-Koblenz               | Rheinland-Pfalz    |
| Wappen | Gemeinde                                                                      | Urmitz                             | Landkreis Mayen-Koblenz               | Rheinland-Pfalz    |
| Wappen | Gemeinde                                                                      | Valwig                             | Landkreis Cochem-Zell                 | Rheinland-Pfalz    |
| Wappen | Gemeinde                                                                      | Vierherrenborn                     | Landkreis Trier-Saarburg              | Rheinland-Pfalz    |
| Wappen | Marktflecken                                                                  | Villmar                            | Landkreis Limburg-Weilburg            | Hessen             |
| Wappen | Gemeinde                                                                      | Volkesfeld                         | Landkreis Mayen-Koblenz               | Rheinland-Pfalz    |
| Wappen | Gemeinde                                                                      | Waldbredimus                       | Kanton Remich                         | Luxemburg          |
| Wappen | Gemeinde                                                                      | Waldesch                           | Landkreis Mayen-Koblenz               | Rheinland-Pfalz    |
| Wappen | Gemeinde                                                                      | Waldrach                           | Landkreis Trier-Saarburg              | Rheinland-Pfalz    |
| Wappen | Gemeinde                                                                      | Waldweiler                         | Landkreis Trier-Saarburg              | Rheinland-Pfalz    |
| Wappen | Gemeinde                                                                      | Wallersheim                        | Eifelkreis Bitburg-Prüm               | Rheinland-Pfalz    |
| Wappen | Gemeinde                                                                      | Weibern                            | Landkreis Ahrweiler                   | Rheinland-Pfalz    |
| Wappen | Gemeinde                                                                      | Weiden                             | Landkreis Birkenfeld                  | Rheinland-Pfalz    |
| Wappen | Gemeinde                                                                      | Weiskirchen                        | Landkreis Merzig-Wadern               | Saarland           |
| Wappen | Gemeinde                                                                      | Welling                            | Landkreis Mayen-Koblenz               | Rheinland-Pfalz    |
| Wappen | Gemeinde                                                                      | Welschbillig                       | Landkreis Trier-Saarburg              | Rheinland-Pfalz    |
| Wappen | Gemeinde                                                                      | Welschneudorf                      | Westerwaldkreis                       | Rheinland-Pfalz    |
| Wappen | Gemeinde                                                                      | Willroth                           | Landkreis Altenkirchen (Westerwald)   | Rheinland-Pfalz    |
| Wappen | Gemeinde                                                                      | Wincheringen                       | Landkreis Trier-Saarburg              | Rheinland-Pfalz    |
| Wappen | Gemeinde                                                                      | Wintrich                           | Landkreis Bernkastel-Wittlich         | Rheinland-Pfalz    |
| Wappen | Gemeinde                                                                      | Wölfersheim                        | Wetteraukreis                         | Hessen             |
| Wappen | Gemeinde                                                                      | Wolsfeld                           | Eifelkreis Bitburg-Prüm               | Rheinland-Pfalz    |
| Wappen | Gemeinde                                                                      | Zilshausen                         | Rhein-Hunsrück-Kreis                  | Rheinland-Pfalz    |
| Wappen | Stadtteil                                                                     | Bubenheim (Koblenz)                | Kreisfreie Stadt Koblenz              | Rheinland-Pfalz    |
| Wappen | Stadtteil                                                                     | Dorf (Wittlich)                    | Landkreis Bernkastel-Wittlich         | Rheinland-Pfalz    |
| Wappen | Stadtteil                                                                     | Ehrang (Trier)                     | Kreisfreie Stadt Trier                | Rheinland-Pfalz    |
| Wappen | Stadtteil                                                                     | Ehrenbreitstein (Koblenz)          | Kreisfreie Stadt Koblenz              | Rheinland-Pfalz    |
| Wappen | Stadtteil                                                                     | Engers (Neuwied)                   | Landkreis Neuwied                     | Rheinland-Pfalz    |
| Wappen | Stadtteil                                                                     | Filsch (Trier)                     | Kreisfreie Stadt Trier                | Rheinland-Pfalz    |
| Wappen | Stadtteil                                                                     | Gladbach (Neuwied)                 | Landkreis Neuwied                     | Rheinland-Pfalz    |
| Wappen | Stadtteil                                                                     | Kesselheim (Koblenz)               | Kreisfreie Stadt Koblenz              | Rheinland-Pfalz    |
| Wappen | Stadtteil                                                                     | Kommlingen (Konz)                  | Landkreis Trier-Saarburg              | Rheinland-Pfalz    |
| Wappen | Stadtteil                                                                     | Lüxem (Wittlich)                   | Landkreis Bernkastel-Wittlich         | Rheinland-Pfalz    |
| Wappen | Stadtteil                                                                     | Niederlahnstein (Lahnstein)        | Rhein-Lahn-Kreis                      | Rheinland-Pfalz    |
| Wappen | Stadtteil                                                                     | Oberemmel (Konz)                   | Landkreis Trier-Saarburg              | Rheinland-Pfalz    |
| Wappen | Stadtteil                                                                     | Pfaffendorf (Koblenz)              | Kreisfreie Stadt Koblenz              | Rheinland-Pfalz    |
| Wappen | Stadtteil                                                                     | Rübenach (Koblenz)                 | Kreisfreie Stadt Koblenz              | Rheinland-Pfalz    |
| Wappen | Stadtteil                                                                     | Torney (Neuwied)                   | Landkreis Neuwied                     | Rheinland-Pfalz    |
| Wappen | Stadtteil                                                                     | Weis (Neuwied)                     | Landkreis Neuwied                     | Rheinland-Pfalz    |
| Wappen | Stadtteil                                                                     | Wengerohr (Wittlich)               | Landkreis Bernkastel-Wittlich         | Rheinland-Pfalz    |
| Wappen | Stadtteil                                                                     | Zewen (Trier)                      | Kreisfreie Stadt Trier                | Rheinland-Pfalz    |
| Wappen | Ortsteil                                                                      | Bachem (Losheim am See)            | Landkreis Merzig-Wadern               | Saarland           |
| Wappen | Ortsteil                                                                      | Baltersweiler (Namborn)            | Landkreis St. Wendel                  | Saarland           |
| Wappen | Ortsteil                                                                      | Bardenbach (Wadern)                | Landkreis Merzig-Wadern               | Saarland           |
| Wappen | Ortsteil                                                                      | Bebelsheim (Mandelbachtal)         | Saarpfalz-Kreis                       | Saarland           |
| Wappen | Ortsteil                                                                      | Bergen (Losheim am See)            | Landkreis Merzig-Wadern               | Saarland           |
| Wappen | Ortsteil                                                                      | Bietzen (Merzig)                   | Landkreis Merzig-Wadern               | Saarland           |
| Wappen | Ortsteil                                                                      | Britten (Losheim am See)           | Landkreis Merzig-Wadern               | Saarland           |
| Wappen | Ortsteil                                                                      | Büschfeld (Wadern)                 | Landkreis Merzig-Wadern               | Saarland           |
| Wappen | Ortsteil                                                                      | Düppenweiler (Beckingen)           | Landkreis Merzig-Wadern               | Saarland           |
| Wappen | Ortsteil                                                                      | Eisweiler (Namborn)                | Landkreis St. Wendel                  | Saarland           |
| Wappen | Ortsteil                                                                      | Erfweiler-Ehlingen (Mandelbachtal) | Saarpfalz-Kreis                       | Saarland           |
| Wappen | Ortsteil                                                                      | Gehweiler (Namborn)                | Landkreis St. Wendel                  | Saarland           |
| Wappen | Ortsteil                                                                      | Gehweiler (Wadern)                 | Landkreis Merzig-Wadern               | Saarland           |
| Wappen | Ortsteil                                                                      | Gerlfangen (Rehlingen-Siersburg)   | Landkreis Saarlouis                   | Saarland           |
| Wappen | Ortsteil                                                                      | Haag (Morbach)                     | Landkreis Bernkastel-Wittlich         | Rheinland-Pfalz    |
| Wappen | Ortsteil                                                                      | Hausbach (Losheim am See)          | Landkreis Merzig-Wadern               | Saarland           |
| Wappen | Ortsteil                                                                      | Hilbringen (Merzig)                | Landkreis Merzig-Wadern               | Saarland           |
| Wappen | Ortsteil                                                                      | Hofeld-Mauschbach (Namborn)        | Landkreis St. Wendel                  | Saarland           |
| Wappen | Ortsteil                                                                      | Hundheim (Morbach)                 | Landkreis Bernkastel-Wittlich         | Rheinland-Pfalz    |
| Wappen | Ortsteil                                                                      | Hunolstein (Morbach)               | Landkreis Bernkastel-Wittlich         | Rheinland-Pfalz    |
| Wappen | Ortsteil                                                                      | Hüttersdorf (Schmelz)              | Landkreis Saarlouis                   | Saarland           |
| Wappen | Ortsteil                                                                      | Hüttigweiler (Illingen)            | Landkreis Neunkirchen                 | Saarland           |
| Wappen | Ortsteil                                                                      | Kattenes (Löf)                     | Landkreis Mayen-Koblenz               | Rheinland-Pfalz    |
| Wappen | Ortsteil                                                                      | Kelsen (Merzkirchen)               | Landkreis Trier-Saarburg              | Rheinland-Pfalz    |
| Wappen | Ortsteil                                                                      | Körrig (Merzkirchen)               | Landkreis Trier-Saarburg              | Rheinland-Pfalz    |
| Wappen | Ortsteil                                                                      | Konfeld (Weiskirchen)              | Landkreis Merzig-Wadern               | Saarland           |
| Wappen | Ortsteil                                                                      | Menningen (Merzig)                 | Landkreis Merzig-Wadern               | Saarland           |
| Wappen | Ortsteil                                                                      | Merchingen (Merzig)                | Landkreis Merzig-Wadern               | Saarland           |
| Wappen | Ortsteil                                                                      | Mitlosheim (Losheim am See)        | Landkreis Merzig-Wadern               | Saarland           |
| Wappen | Ortsteil                                                                      | Mondorf (Merzig)                   | Landkreis Merzig-Wadern               | Saarland           |
| Wappen | Ortsteil                                                                      | Morscholz (Wadern)                 | Landkreis Merzig-Wadern               | Saarland           |
| Wappen | Ortsteil                                                                      | Namborn (Namborn)                  | Landkreis St. Wendel                  | Saarland           |
| Wappen | Ortsteil                                                                      | Niederbrechen (Brechen)            | Landkreis Limburg-Weilburg            | Hessen             |
| Wappen | Ortsteil                                                                      | Niederlosheim (Losheim am See)     | Landkreis Merzig-Wadern               | Saarland           |
| Wappen | Ortsteil                                                                      | Niederwürzbach (Blieskastel)       | Saarpfalz-Kreis                       | Saarland           |
| Wappen | Ortsteil                                                                      | Nonnweiler (Gemeinde Nonnweiler)   | Landkreis St. Wendel                  | Saarland           |
| Wappen | Ortsteil                                                                      | Noswendel (Wadern)                 | Landkreis Merzig-Wadern               | Saarland           |
| Wappen | Ortsteil                                                                      | Oberbrechen (Brechen)              | Landkreis Limburg-Weilburg            | Hessen             |
| Wappen | Ortsteil                                                                      | Oberleuken (Perl)                  | Landkreis Merzig-Wadern               | Saarland           |
| Wappen | Ortsteil                                                                      | Oppen (Beckingen)                  | Landkreis Merzig-Wadern               | Saarland           |
| Wappen | Ortsteil                                                                      | Portz (Merzkirchen)                | Landkreis Trier-Saarburg              | Rheinland-Pfalz    |
| Wappen | Ortsteil                                                                      | Primstal (Nonnweiler)              | Landkreis St. Wendel                  | Saarland           |
| Wappen | Ortsteil                                                                      | Reitscheid (Freisen)               | Landkreis St. Wendel                  | Saarland           |
| Wappen | Ortsteil                                                                      | Rimlingen (Losheim am See)         | Landkreis Merzig-Wadern               | Saarland           |
| Wappen | Ortsteil                                                                      | Rissenthal (Losheim am See)        | Landkreis Merzig-Wadern               | Saarland           |
| Wappen | Ortsteil                                                                      | Rommelfangen (Merzkirchen)         | Landkreis Trier-Saarburg              | Rheinland-Pfalz    |
| Wappen | Ortsteil                                                                      | Roschberg (Namborn)                | Landkreis St. Wendel                  | Saarland           |
| Wappen | Ortsteil                                                                      | Saarhölzbach (Mettlach)            | Landkreis Merzig-Wadern               | Saarland           |
| Wappen | Ortsteil                                                                      | Scheiden (Losheim am See)          | Landkreis Merzig-Wadern               | Saarland           |
| Wappen | Ortsteil                                                                      | Schwarzenbach (Nonnweiler)         | Landkreis St. Wendel                  | Saarland           |
| Wappen | Ortsteil                                                                      | Sitzerath (Nonnweiler)             | Landkreis St. Wendel                  | Saarland           |
| Wappen | Ortsteil                                                                      | Steinbach (Lebach)                 | Landkreis Saarlouis                   | Saarland           |
| Wappen | Ortsteil                                                                      | Steinberg (Wadern)                 | Landkreis Merzig-Wadern               | Saarland           |
| Wappen | Ortsteil                                                                      | Thailen (Weiskirchen)              | Landkreis Merzig-Wadern               | Saarland           |
| Wappen | Ortsteil                                                                      | Tholey (Gemeinde Tholey)           | Landkreis St. Wendel                  | Saarland           |
| Wappen | Ortsteil                                                                      | Wadrill (Wadern)                   | Landkreis Merzig-Wadern               | Saarland           |
| Wappen | Ortsteil                                                                      | Wahlen (Losheim am See)            | Landkreis Merzig-Wadern               | Saarland           |
| Wappen | Ortsteil                                                                      | Waldhölzbach (Losheim am See)      | Landkreis Merzig-Wadern               | Saarland           |
| Wappen | Ortsteil                                                                      | Wedern (Wadern)                    | Landkreis Merzig-Wadern               | Saarland           |
| Wappen | Ortsteil                                                                      | Weiten (Mettlach)                  | Landkreis Merzig-Wadern               | Saarland           |
| Wappen | Ortsteil                                                                      | Wellmich (Sankt Goarshausen)       | Rhein-Lahn-Kreis                      | Rheinland-Pfalz    |
| Wappen | Ortsteil                                                                      | Weiskirchen (Gemeinde Weiskirchen) | Landkreis Merzig-Wadern               | Saarland           |
| Wappen | Ortsteil                                                                      | Wenigerath (Morbach)               | Landkreis Bernkastel-Wittlich         | Rheinland-Pfalz    |
| Wappen | Ortsteil                                                                      | Werschau (Brechen)                 | Landkreis Limburg-Weilburg            | Hessen             |
| Wappen | Ortsteil                                                                      | Winterbach (St. Wendel)            | Landkreis St. Wendel                  | Saarland           |

## Trierer Kreuz in Bischofswappen
| Wappen                                               | Name / Bezeichnung |
| ---------------------------------------------------- | --- |
| Kurfürst Balduin von Luxemburg auf einem Moselschiff | Kurfürst Balduin von Luxemburg auf einem Moselschiff (1327) aus dem Bilderzyklus des Codex Balduini Trevirensis von 1341 |
| Ausschnitt Codex Balduini Trevi                      | Die drei Kurfürsten unter ihren Wappen: v.l. Peter von Mainz, Balduin von Trier und Pfalzgraf Rudolf (1341)              |
| Wappen                                               | Wappen am Grabaltar des Erzbischofs Richard von Greiffenklau im Trierer Dom                                              |
| Wappen                                               | Wappen von Kurtrier (1550), Stadtansicht Triers von Sebastian Münster                                                    |
| Wappen                                               | Wappen der Fürstabtei Prüm (bis 1576)                                                                                    |
| Wappen                                               | Wappen des Kurfürstentums Trier (1605), Wappenbuch Johann Siebmacher                                                     |
| Wappen                                               | Wappen des Erzbistums Trier (1605), Wappenbuch Johann Siebmacher                                                         |
| Wappen                                               | Wappen des Erzbistums Trier (1635), Atlas Blaeu                                                                          |
| Wappen                                               | Wappen auf der Karte des Erzbistums Trier (1645), Atlas Blaeu                                                            |
| Wappen                                               | Wappen von Kurfürst Philipp Christoph von Sötern aus dem Jahre 1646                                                      |
| Wappen                                               | Wappen von Kurtrier (1703), Wappenbuch Johann Siebmacher                                                                 |
| Wappen von Erzbischof Franz Georg von Schönborn      | Wappen von Erzbischof Franz Georg von Schönborn                                                                          |
| Wappen von Clemens Wenzeslaus von Sachsen            | Wappen von Erzbischof Clemens Wenzeslaus von Sachsen                                                                     |
| Wappen von Bischof Franz Rudolf Bornewasser          | Gedenktafel mit dem Wappen von Bischof Franz Rudolf Bornewasser                                                          |
| Wappen von Bischof Hermann Josef Spital              | Wappen von Bischof Hermann Josef Spital                                                                                  |
| Wappen von Bischof Reinhard Marx                     | Wappen von Bischof Reinhard Marx                                                                                         |
|                                                      | Wappen von Weihbischof Leo Schwarz                                                                                       |
| Wappen                                               | Wappen von Weihbischof Robert Brahm                                                                                      |
| Wappen                                               | Wappen von Weihbischof Jörg Michael Peters                                                                               |
| Flagge mit Wappen                                    | Flagge mit Wappen des Bistums Limburg                                                                                    |
| Wappen                                               | Wappen des ehemaligen Limburger Bischofs Franz-Peter Tebartz-van Elst                                                    |
| Wappen                                               | Wappen des Limburger Weihbischofs Thomas Löhr                                                                            |

## Weitere Wappen und Logos
Weitere Wappen und Logos beinhalten das Trierer Kreuz.
| Wappen / Logo | Name / Bezeichnung                                                                   |
| ------------- | ------------------------------------------------------------------------------------ |
| Wappen        | Koblenzer Brauerei                                                                   |
| Mohrenfresko  | Mohrenfresko am Museum Humpis-Quartier in Ravensburg, 15. Jh.                        |
| Siegel        | Gerichtssiegel der Schultheißerei Schweich (1608)                                    |
| Wappen        | Fußballverband Rheinland                                                             |
| Siegel        | Universität Trier                                                                    |
| Wappen        | Katholische Deutsche Studentenverbindung Churtrier und K.St.V. Egbert im KV zu Trier |

## Das Trierer Kreuz in Symbolen und Abzeichen der Bundeswehr

Bundeswehrzentral- krankenhaus Koblenz
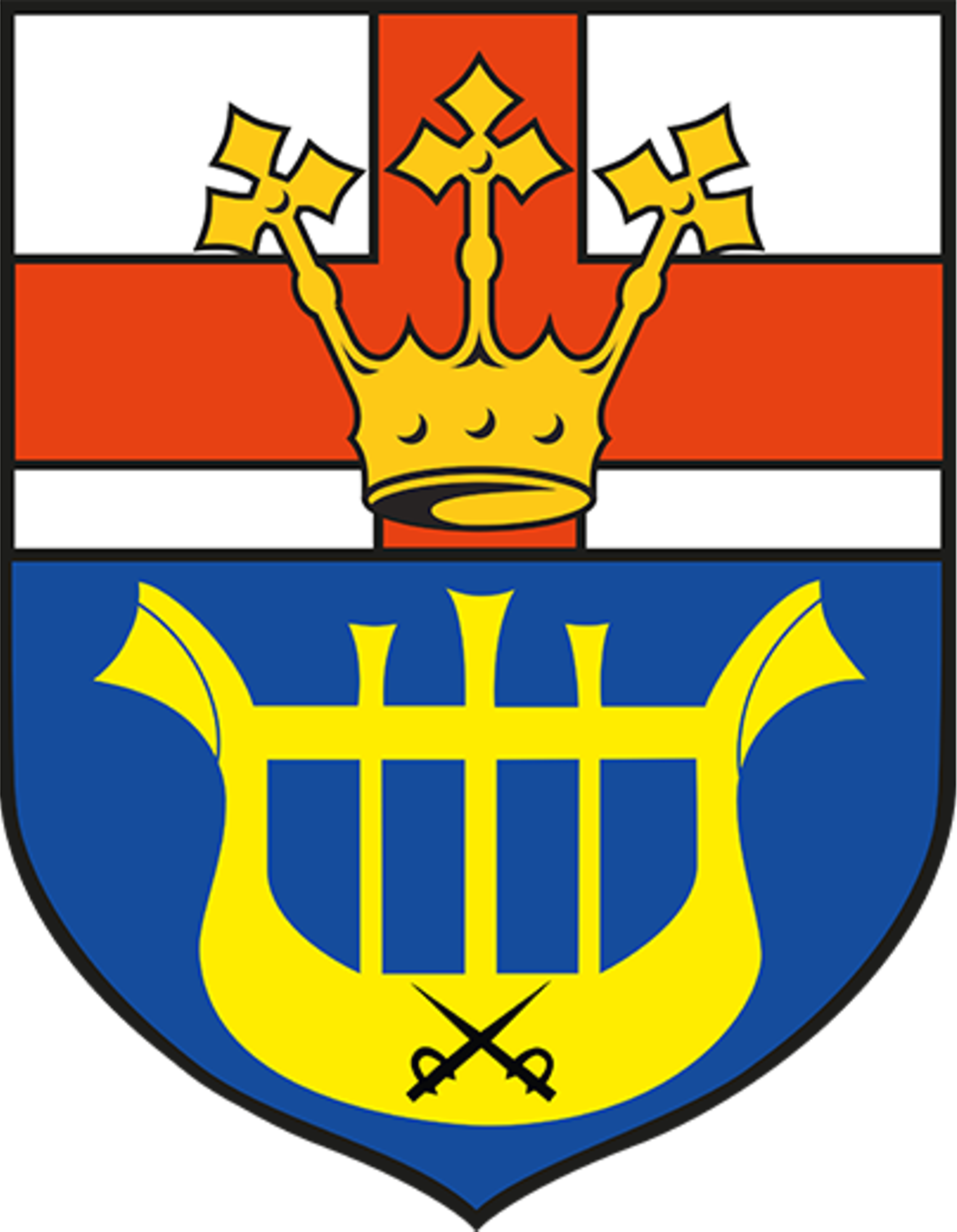
Heeresmusikkorps Koblenz
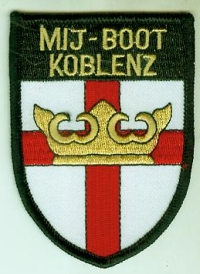
Minenjagdboot Koblenz
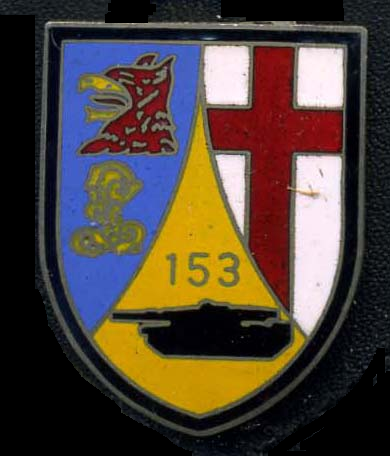
Panzerbataillon 153
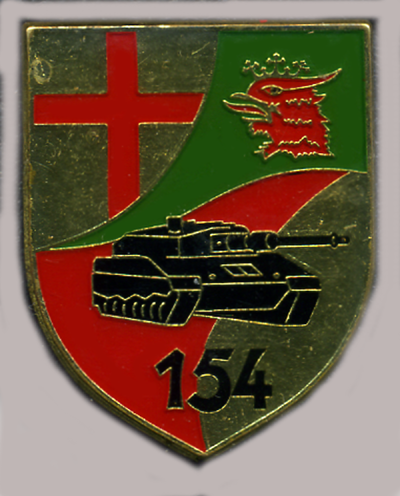
Panzerbataillon 154
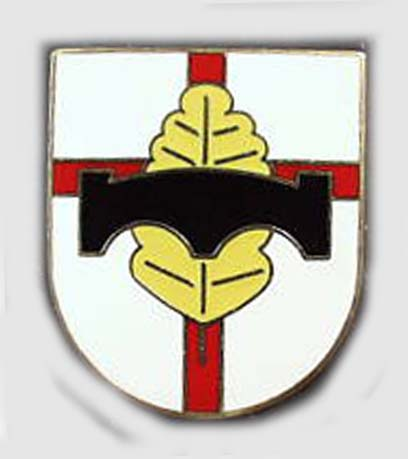
Pionierbataillon 310
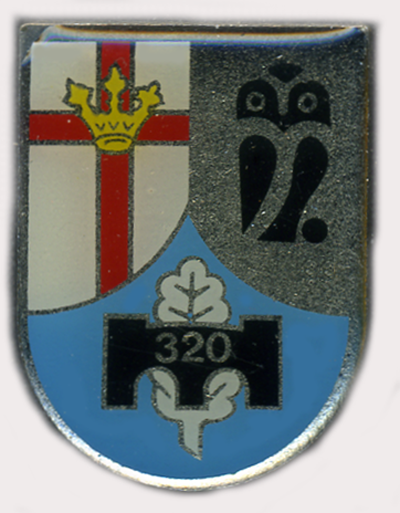
Pionierbataillon 320 (Koblenz)
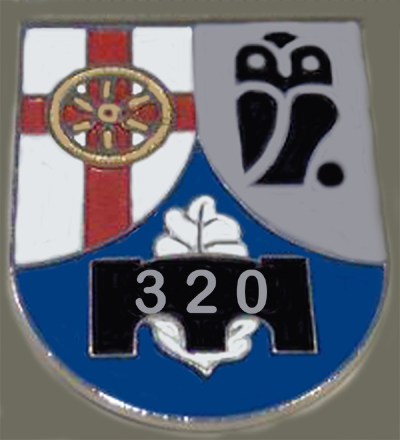
Pionierbataillon 320 (Lahnstein)
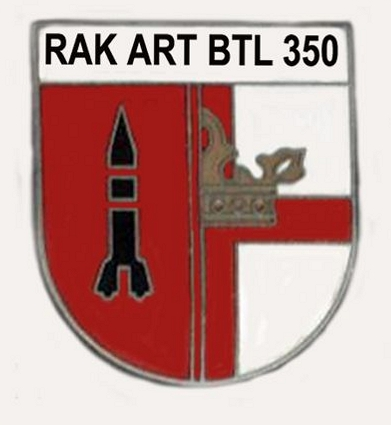
Raketenartillerie-Bataillon 350 (Montabaur)
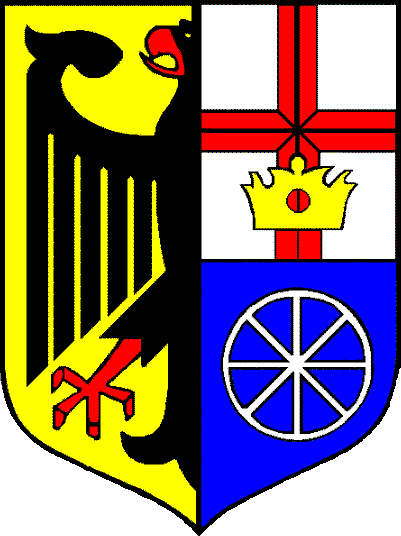
Transportbataillon 370 (Koblenz)
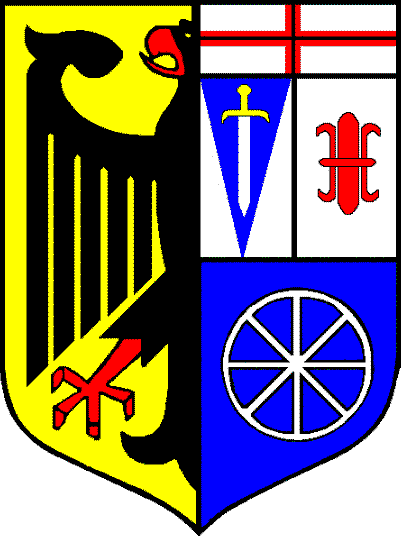
Transportbataillon 370 (Hermeskeil)
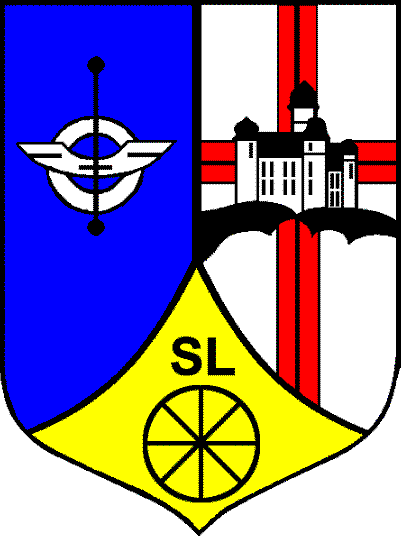
Transportbataillon 370 (Montabaur)
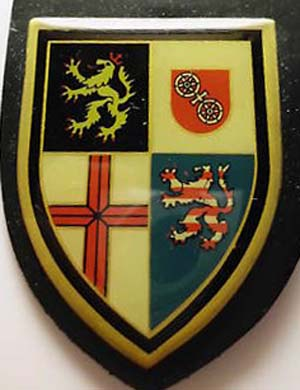
Stab Wehrbereichs- kommando IV
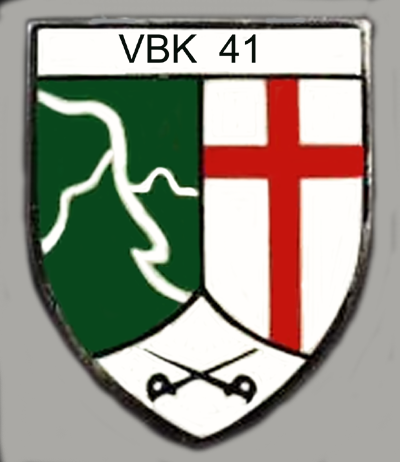
Verteidigungsbezirks- kommando 41
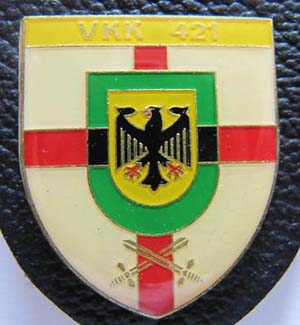
Verteidigungskreis- kommando 421
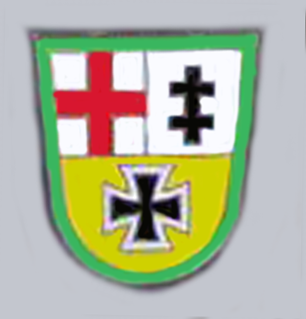
Verteidigungskreis- kommando 461 Merzig
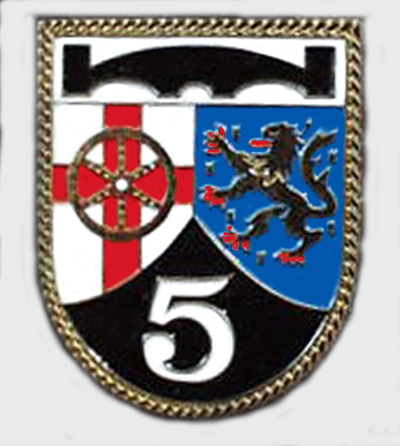
Pionierbataillon 5
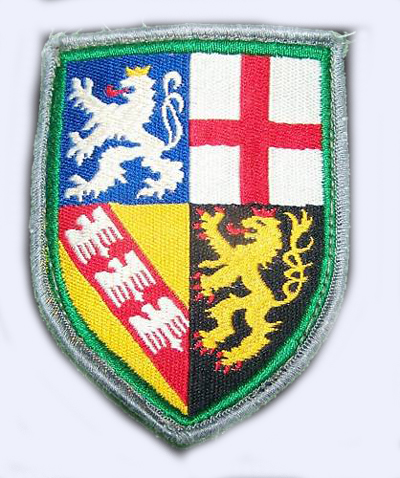
Heimatschutzbrigade 54
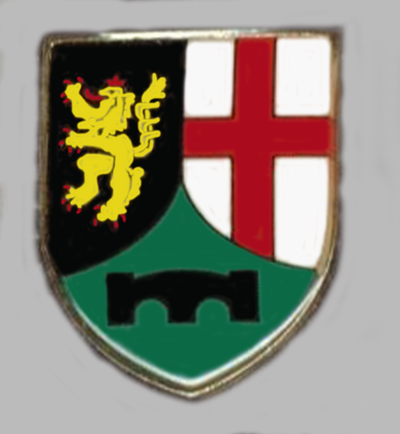
Pionierkompanie 540
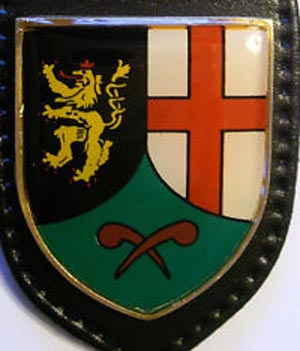
ABC Abwehrkompanie 540
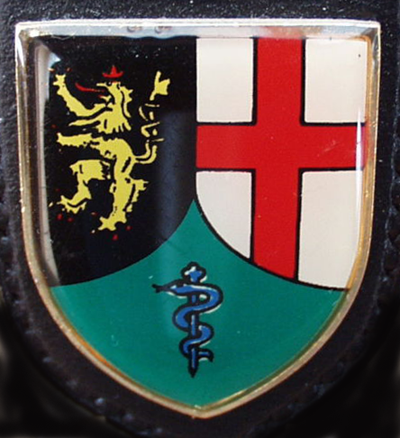
Sanitätskompanie 540
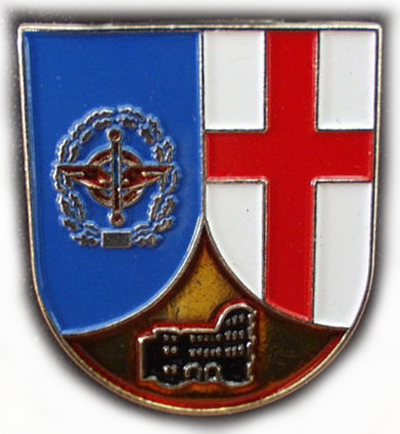
Nachschubkompanie 540
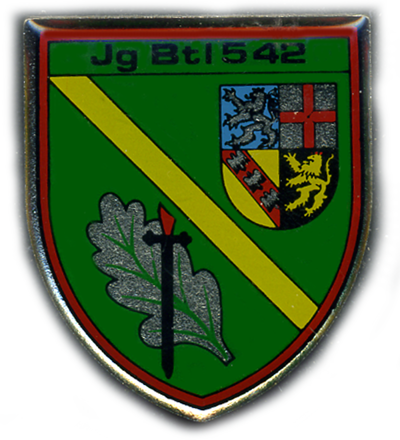
Jägerbataillon 542
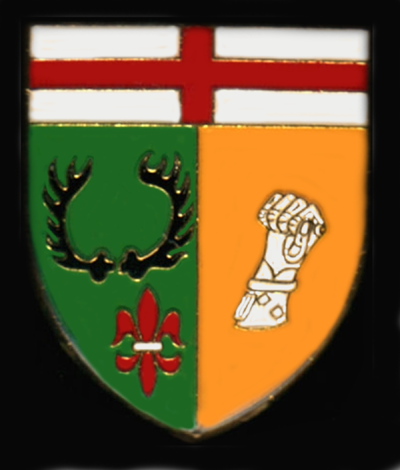
Panzerbataillon 543
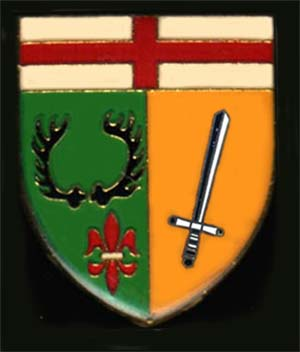
Panzerbataillon 544
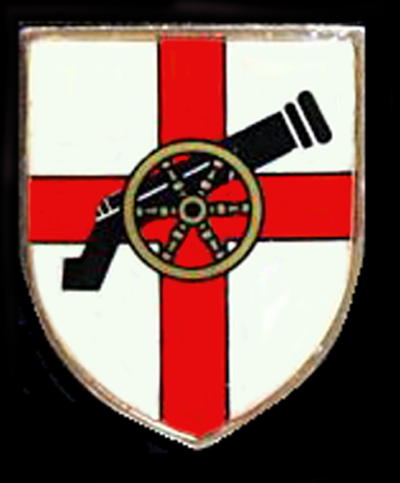
Feldartilleriebataillon 545
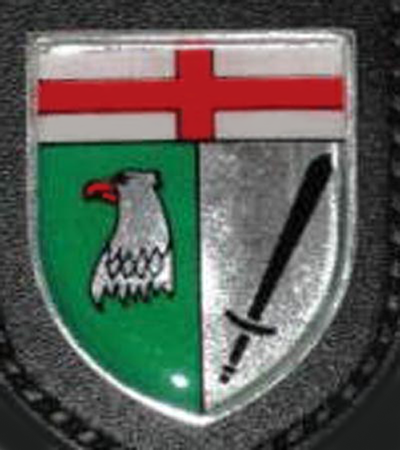
Feldersatzbataillon 547
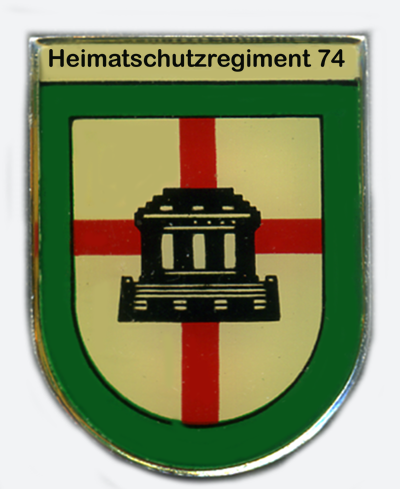
Heimatschutzregiment 74
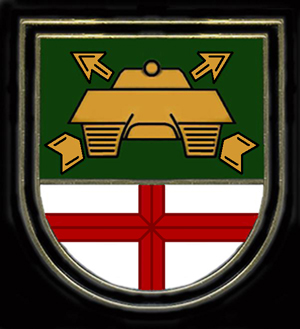
Panzerjägerzug 74
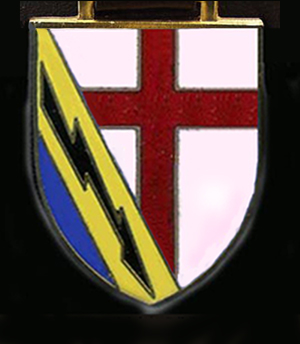
Fernmeldekompanie 741
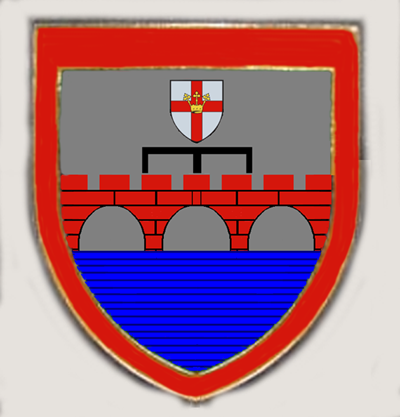
Pionierbataillon 741
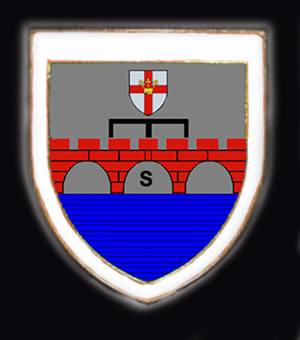
Schweres Pionierbataillon 742
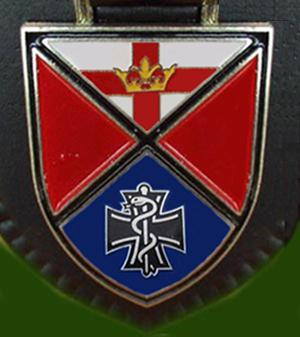
Reserve-Lazarettgruppe 7410
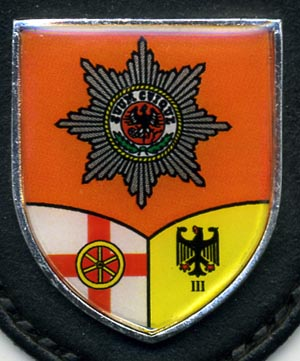
Feldjägerbataillon 742
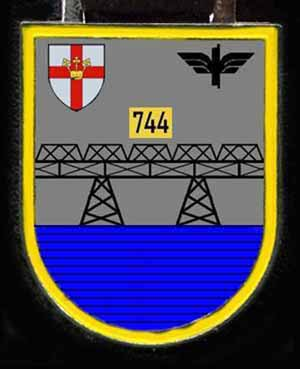
Schweres Pionierbataillon 744
Bundesamt für Ausrüstung, Informationstechnik und Nutzung der Bundeswehr